# Стара Весь (Жирардовський повіт)
Стара Весь (пол. Stara Wieś) — село в Польщі, у гміні Віскітки Жирардовського повіту Мазовецького воєводства.
Населення — 21 особа (2011).
У 1975-1998 роках село належало до Скерневицького воєводства.

## Демографія
Демографічна структура станом на 31 березня 2011 року:
|          | Загалом | Допрацездатний вік | Працездатний вік | Постпрацездатний вік |
| -------- | ------- | ------------------ | ---------------- | -------------------- |
| Чоловіки | 9       | 1                  | 7                | 1                    |
| Жінки    | 12      | 5                  | 4                | 3                    |
| Разом    | 21      | 6                  | 11               | 4                    |